# Deutscher Verlag der Wissenschaften

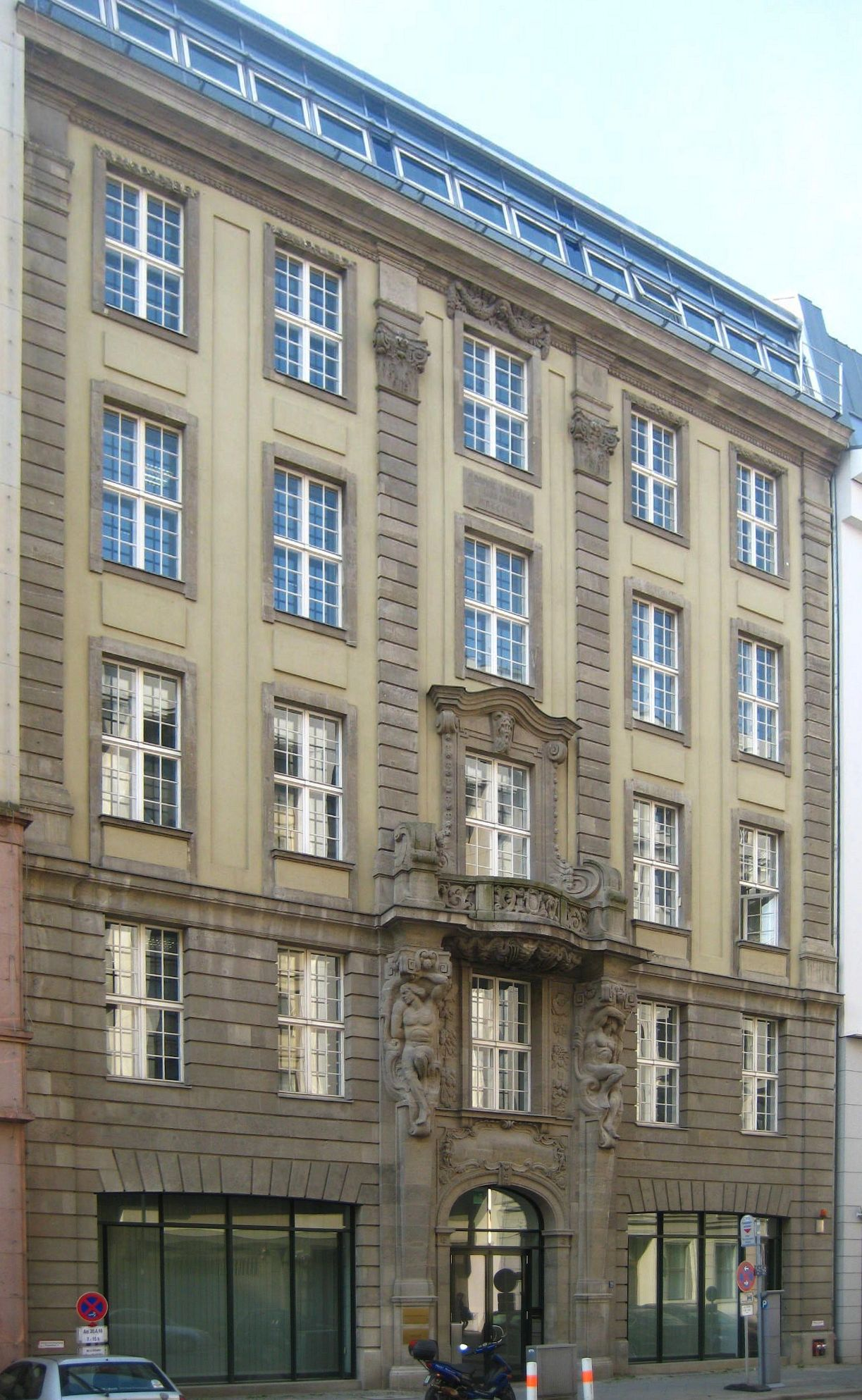
Ehemaliger Sitz des Verlags in der Taubenstr. 10

Der Deutsche Verlag der Wissenschaften (DVW) war ein Fachbuchverlag in der DDR.

## Geschichte
Der DVW wurde am 1. Januar 1954 als Nachfolger der Hauptabteilung Hochschulliteratur des Verlages Volk und Wissen als Volkseigener Betrieb mit Sitz in der Taubenstraße 10 in Berlin gegründet. In den ersten zehn Jahren brachte der Verlag 780 Neuerscheinungen mit etwa 3,7 Millionen Exemplaren heraus. Verlegt wurden vor allem mathematische und naturwissenschaftliche Hochschullehrbücher; der Verlag gehörte zu den Herausgeberverlagen der Mathematischen Schülerbücherei. Er verlegte auch Zeitschriften wie Neue Museumskunde.
1964 übernahm der Verlag Teile des Programms des Verlages Rütten & Loening und verlegte die Hochschullehrbücher zu Themen der Philosophie – mit Ausnahme derer zum Marxismus-Leninismus, die bei Dietz verblieben, außerdem zu Geschichte und Soziologie. Im Jahr 1964 beschäftigte der Verlag 80 Mitarbeiter. Deren Überwachung oblag dem Referat II (Kulturelle Einrichtungen / Funk, Fernsehen, Film) in der für die Überwachung des Staatsapparates zuständigen Hauptabteilung V (1964 umbenannt in HA XX) des Ministeriums für Staatssicherheit. Verlagsleiter war der Österreicher August Beranek (1904–1979), der den Internationalen Psychoanalytischen Verlag in Wien bis zu dessen Auflösung durch die Nationalsozialisten im März 1938 geleitet hatte.
Obwohl über ein Drittel der Produktion in das westliche Ausland geliefert wurde, arbeitete der Verlag wegen der staatlich festgelegten Buchpreise mit Verlust. So wurde 1988 bei einem Umsatz von 8,4 Millionen Mark der DDR ein Verlust von 1,3 Millionen Mark ausgewiesen.
Am 30. Juni 1990 wurde der Verlag in eine GmbH umgewandelt und ein Sparprogramm umgesetzt. Im Oktober 1991 wurde der Verlag an die Verlagsgruppe Hüthig Heidelberg verkauft, wobei einige Teile des gesellschaftswissenschaftlichen Programms an andere Verlage übergeben wurden. Im Februar 1992 wurde die Verlagstätigkeit eingestellt. Die GmbH ging in Liquidation und erlosch 1995.

## Verlagsarchiv
Das Verlagsarchiv wurde in ein Depot der DV-Informationssysteme und Service GmbH und ins Bundesarchiv Berlin überführt, die Unterlagen zur naturwissenschaftlichen Produktion verblieben bei der Verlagsgruppe Hüthig.